# WrestleMania Women's Battle Royal
La WrestleMania Women's Battle Royal è stato un match di wrestling svoltosi in WWE a WrestleMania 34 e WrestleMania 35.

## Storia
Nella puntata di Raw del 12 marzo 2018 la WWE annunciò l'introduzione di una Battle Royal dedicata alla memoria della leggenda Fabulous Moolah; la vincitrice avrebbe ricevuto come trofeo una statua dorata rappresentante la stessa Moolah. Tuttavia, in seguito alle proteste dei fan e addetti ai lavori a causa del controverso passato della lottatrice, il nome ed il trofeo furono cambiati.
La statunitense Naomi fu la prima wrestler a vincere tale Battle Royal, eliminando per ultima Bayley.
La terza edizione della contesa, che si sarebbe dovuta svolgere il 5 aprile 2020 a WrestleMania 36, venne cancellata a causa della pandemia di COVID-19 (che costrinse la WWE a rendere la suddetta edizione di WrestleMania a porte chiuse e senza pubblico) per limitare il progressivo assembramento da parte delle wrestler sul ring. La Battle Royal venne poi sospesa e tenuta inattiva.

## Albo d'oro
| Edizione | Data          | Città           | Evento          | Vincitrice |
| -------- | ------------- | --------------- | --------------- | ---------- |
| 1ª       | 8 aprile 2018 | New Orleans     | WrestleMania 34 | Naomi      |
| 2ª       | 7 aprile 2019 | East Rutherford | WrestleMania 35 | Carmella   |

## Lista delle partecipanti

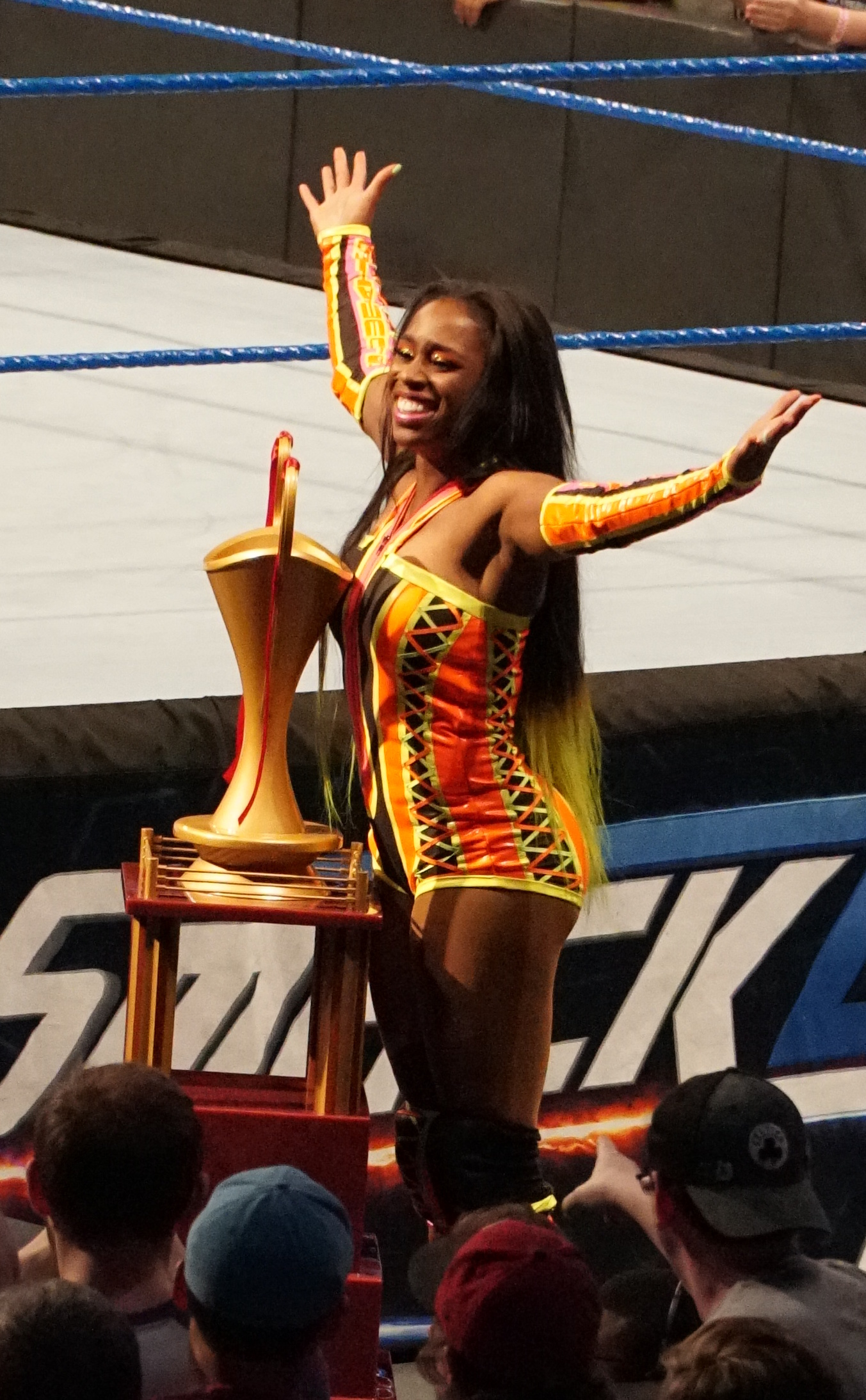
Naomi, vincitrice del trofeo a WrestleMania 34

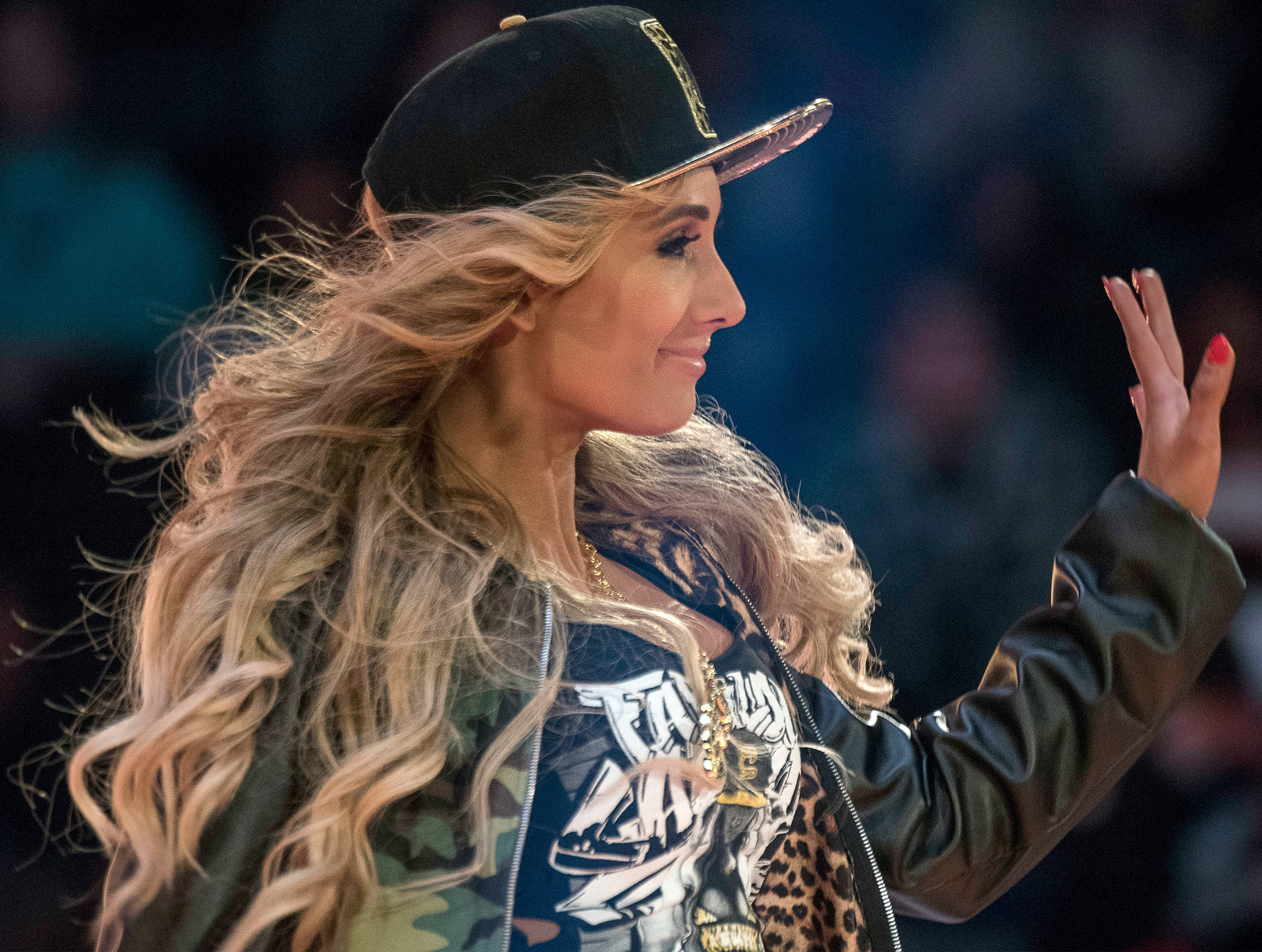
Carmella, vincitrice del trofeo a WrestleMania 35

— Vincitrice
| Wrestler      | Edizione | Edizione |
| Wrestler      | 1ª       | 2ª       |
| ------------- | -------- | -------- |
| Asuka         | No       | Si       |
| Bayley        | Si       | No       |
| Becky Lynch   | Si       | No       |
| Bianca Belair | Si       | No       |
| Candice LeRae | No       | Si       |
| Carmella      | Si       | Si       |
| Dakota Kai    | Si       | No       |
| Dana Brooke   | Si       | Si       |
| Ember Moon    | Si       | Si       |
| Kairi Sane    | Si       | Si       |
| Kavita Devi   | Si       | No       |
| Lana          | Si       | Si       |
| Liv Morgan    | Si       | Si       |
| Mandy Rose    | Si       | Si       |
| Mickie James  | Si       | Si       |
| Naomi         | Si       | Si       |
| Natalya       | Si       | No       |
| Nikki Cross   | No       | Si       |
| Peyton Royce  | Si       | No       |
| Ruby Riott    | Si       | Si       |
| Sarah Logan   | Si       | Si       |
| Sasha Banks   | Si       | No       |
| Sonya Deville | Si       | Si       |
| Taynara Conti | Si       | No       |
| Zelina Vega   | No       | Si       |

## Controversie
Nella puntata di Raw del 12 marzo 2018 la WWE annunciò che, a WrestleMania 34, avrebbe avuto luogo una Battle Royal dedicata alla memoria di Fabulous Moolah. Questo portò alla reazione negativa dei fan i quali, consci delle controversie legate al passato della Moolah, protestarono molto animatamente riempiendo di commenti negativi il video dell'annuncio di tale Battle Royal caricato dalla WWE sul proprio canale YouTube. Per questo motivo, successivamente, tramite il suo account Twitter, Stephanie McMahon annunciò che la Battle Royal femminile di WrestleMania 34 sarebbe stata rinominata genericamente WrestleMania Women's Battle Royal, cancellando dunque ogni riferimento a Fabulous Moolah.